# 我的特休戀愛物語
《我的特休戀愛物語》是由qureate開發的一款戀愛模擬遊戲，遊戲於2022年5月18日在任天堂Switch和Steam上發佈。作品講述歸山章人辭去黑心企業的工作返回家鄉休假，期間和兒時玩伴天草三姊妹之間發生的故事。

## 遊戲內容
《我的特休戀愛物語》是一個橫向捲軸戀愛模擬遊戲，玩家扮演主人公歸山章人辭去黑心企業的工作返回家鄉休假，和兒時玩伴天草三姊妹重逢，並利用14天的假期和三人發展戀愛關係。玩家每個行動都會消耗時間，家鄉的居民和三姊妹都會給玩家一些委託，完成後能獲得一定金錢，其中三姊妹的委託能提高對應角色的好感度，並觸發一段主角和角色之間的回憶或事件。委託的類型主要兩種，一種是收集物品，另一種是通關內置小遊戲。玩家還可以通過送禮物提供三姊妹的好感度，根據玩家觸發的事件和角色的好感度進入不同結局。

## 開發及發行
qureate於2023年4月20日，首次公開遊戲預告網站，網站只有鄉村風景的背景和一句「我對一切都感到厭倦...我要帶薪休假，回到鄉下」。同年4月27日網站更新遊戲內容，遊戲名為《我的特休戀愛物語》，預計在同年5月18日同時在任天堂Switch和Steam發佈。臼田裕次郎擔任遊戲製作人，乾和音負責角色設計，武藤隆義負責劇情。遊戲三位女主角天草亞舞音、天草響和天草果南分別由諏訪彩花、大森日雅和西明日香聲演。5月11日，qureate在YouTube上發佈首部遊戲宣傳片。5月18日，遊戲在Steam及任天堂eShop上架。

## 評價
遊戲的美術獲得QooApp、秋葉原綜研、遊戲角落、Anime Corner和Noisy Pixel正面的評價，其中帶有殺必死內容的互動場景更獲得遊戲角落、秋葉原綜研和QooApp的一致讚譽。遊戲角落編輯RAY表示「立繪或遊戲內角色2D造型都好看」，Anime Corner評論員Kasaix稱讚遊戲中的色彩運用躍然紙上，夕陽的場景「溫暖又舒適」。QooApp評論員ashen則批評和出色的場景圖像相比，2D精靈圖略顯不足，甚至有些過時，尤其是主角那一成不變的表情，動作也很僵硬。
遊戲的劇情和角色塑造評價不一，RAY指出遊戲有不少《古靈精怪》和《草莓100%》等戀愛喜劇漫畫的經典橋段，那些「有點色色的又不會過於露骨、直白的色情內容」讓遊戲體驗不輸於純色情作品。Noisy Pixel主編和ashen均認為天草三姊妹分別代表了傲嬌、御姐和妹妹三種典型的角色類型，角色在遊戲中成長和變化並不突出，不過角色的美術有一定加分，ashen也提到配音員的演出讓角色增色不少。
遊戲的玩法方面，Kasaix稱讚遊戲和大多數的美少女遊戲相比，有更多玩法和內容。RAY也表示各類內置小遊戲，增加了遊戲的可玩性。ashen認為內置小遊戲玩法簡單，期間穿插的角色回憶事件也提供玩家遊玩的動力。遊戲的收集物品玩法評價偏向負面，ashen批評該玩法很快讓人厭倦。RAY也指出收集物件帶有隨機性，加上限時委託缺乏提示，容錯率很低，導致不時要讀檔重來。批評委託數量太多，讓人疲於奔命，忽略遊戲中的劇情內容。

## 外部連結
- 官方网站
- 《我的特休戀愛物語》在視覺小說數據庫的頁面 （英文）